# West Nieuw-Guinea (afdeling)

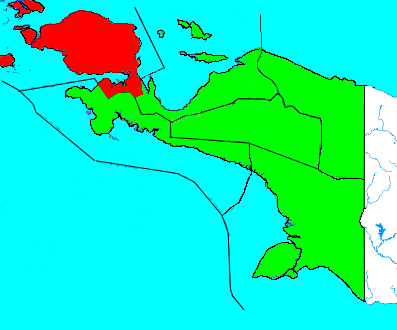
De ligging van West Nieuw Guinea

De Afdeling West Nieuw-Guinea was een van de zes afdelingen waarin Nederlands-Nieuw-Guinea was verdeeld. De Afdeling West Nieuw-Guinea besloeg grofweg het Vogelkopschiereiland.
De hoofdplaats en zetel van de resident was Sorong-Doom. De afdeling telde zo'n 95.000 inwoners (schatting 1955).
De huidige Indonesische provincie West-Papoea (tot 2007 West-Irian Jaya geheten) beslaat nu het gebied van de Afdeling West Nieuw-Guinea en de Afdeling Fak-Fak.
De Afdeling West Nieuw-Guinea was bestuurlijk verdeeld in zes onderafdelingen:
- Sorong (hoofdplaats: Sorong-Doom)
- Radja Ampat (hoofdplaats: Doom)
- Manokwari (hoofdplaats: Manokwari)
- Ransiki (hoofdplaats: Ransiki)
- Teminaboean (hoofdplaats: Teminaboean)
- Bintoeni (hoofdplaats: Steenkool)

Hollandia · Geelvinkbaai · Centraal Nieuw-Guinea · West Nieuw-Guinea · Fak-Fak · Zuid Nieuw-Guinea